# Kalendarium powstania warszawskiego – 19 września

## 19 września, wtorek

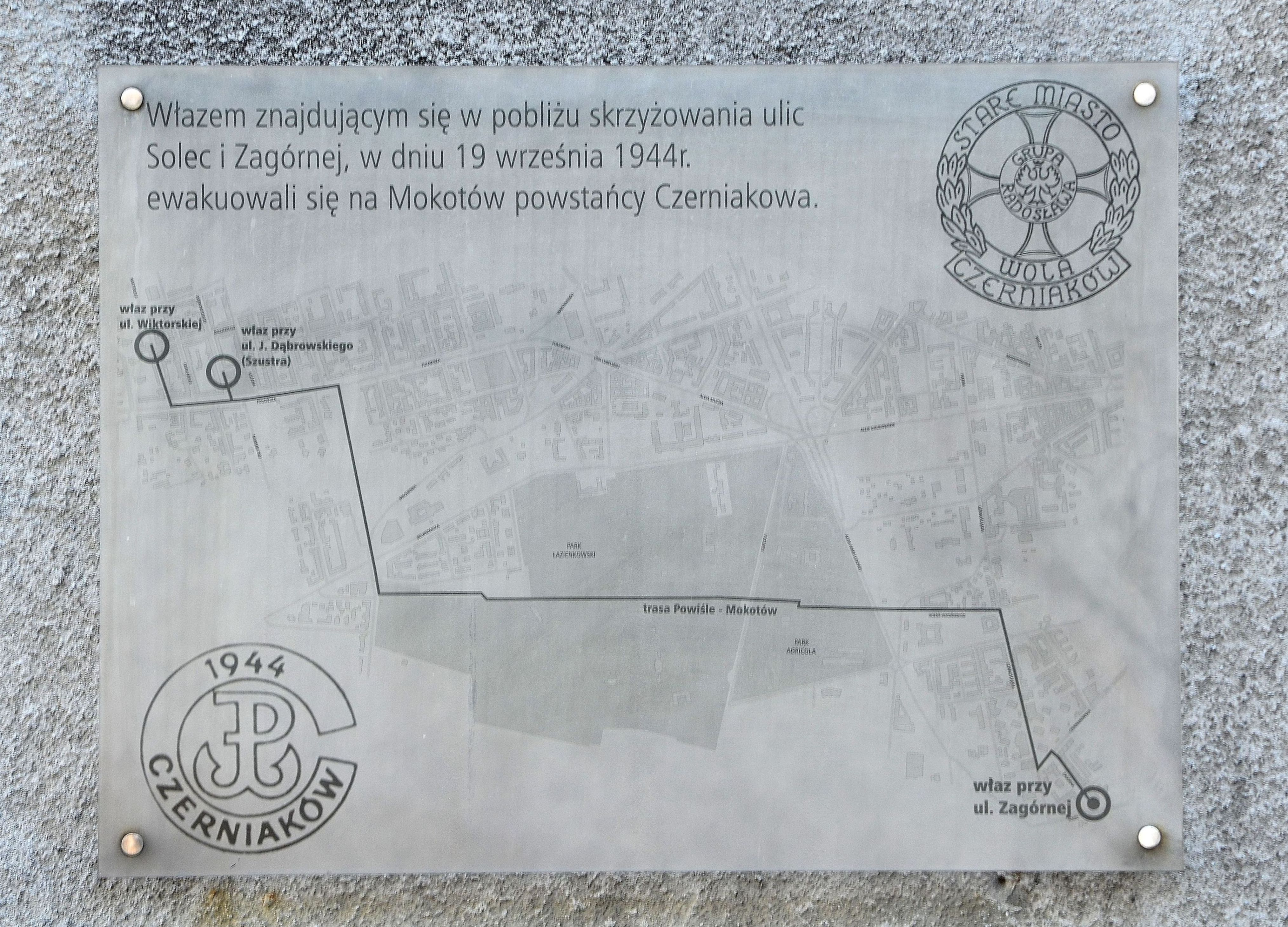
Tablica przy ul. Zagórnej 2/4 upamiętniająca ewakuację ok. 200 powstańców z Czerniakowa na Mokotów 19 września 1944

Ciężkie walki na Powiślu Czerniakowskim; natarcie niemieckie na ul. Wilanowską i Zagórną wspierane bombowcami. Niemcy opanowali kilka domów na Solcu. Fragment wybrzeża Wisły nadal znajdował się w rękach polskich.
Lądowanie 2 batalionów 8. pułku piechoty, kompanii fizylierów, kompania z radzieckiego 20. batalionu miotaczy ognia; podsumowując: ok. 1050 żołnierzy. Lądowanie to odbyło się w rejonie mostu Poniatowskiego, żołnierze ci musieli przeprawić się przez Wisłę, ostatecznie niewielu dostało się na Pragę.
W godzinach wieczornych rozpoczęcie przez ppłk. Jana Mazurkiewicza ps. „Radosław“ ewakuacji z Czerniakowa na Mokotów ok. 200-osobowej grupy żołnierzy kanałami (wejście przez właz u zbiegu ulic Solec i Zagórnej). 
W Śródmieściu ataki na ul. Wiejskiej i Frascati skutecznie odpierane przez powstańców.
Tego dnia zginął m.in. Jan Wuttke.